# Thiesi
Thiesi (sardinsky: Tièsi) je italská obec (comune) v provincii Sassari v regionu Sardinie. Nachází se ve výšce 461 metrů nad mořem a má přibližně 2 800 obyvatel. Rozloha obce je 63,25 km².